# Анке Кюне
Анке Кюне (нім. Anke Kühne, 28 лютого 1981) — німецька хокеїстка на траві.
Олімпійська чемпіонка 2004 року, учасниця 2008 року.
Чемпіонка Європи 2007 року, срібна призерка 2005 року, бронзова призерка 2003 року.
Переможниця Трофею чемпіонів 2006 року, срібна призерка 2004 року.
Переможниця Виклику чемпіонів 2003 року.